# Keid
Keid (ο2 Eri / ο2 Eridani / Omicron2 Eridani / 40 Eridani) è un sistema stellare triplo distante circa 16,26 anni luce dalla Terra, appartenente alla costellazione dell'Eridano. Avendo magnitudine apparente 4,43, Keid è visibile a occhio nudo. Nel 1783 William Herschel la identificò come stella doppia. Nel 1851, Otto Wilhelm von Struve scoprì che la meno brillante delle due stelle del sistema era, a sua volta, doppia. Nel 1910 fu scoperto che, sebbene una delle due componenti più deboli fosse poco luminosa, essa aveva colore bianco. Ciò implicava che essa fosse una stella molto piccola. Essa era infatti una nana bianca, la prima ad essere scoperta.

## Osservazione
Keid si trova nella parte settentrionale della grande costellazione dell'Eridano e, specificatamente, nella parte più vicina alla costellazione di Orione. È posta poco sotto la linea che congiunge Nu Eridani a Delta Eridani e appare vicina (circa 1°) a Beid (ο1 Eridani), con la quale non è tuttavia legata fisicamente. In realtà Beid è sette volte più distante da noi di quanto non sia Keid.
Essendo posta nella parte nord della costellazione, a soli 7° a sud dell'equatore celeste, Keid è osservabile senza difficoltà da tutte le regioni popolate della Terra, a differenza delle stelle poste nella parte meridionale di questa vasta costellazione. D'altra parte questa vicinanza all'equatore celeste fa sì che Keid sia circumpolare solo nelle regioni vicine al polo sud terrestre.
La secondaria, nonostante non sia né più vicina né la più luminosa nana bianca nel cielo notturno, è di gran lunga la più facile da osservare; è quasi tre magnitudini più brillante della stella di Van Maanen (la nana bianca solitaria più vicina), e a differenza delle compagne di Procione e Sirio non è immersa nel bagliore di una principale molto più brillante.

## Ambiente galattico

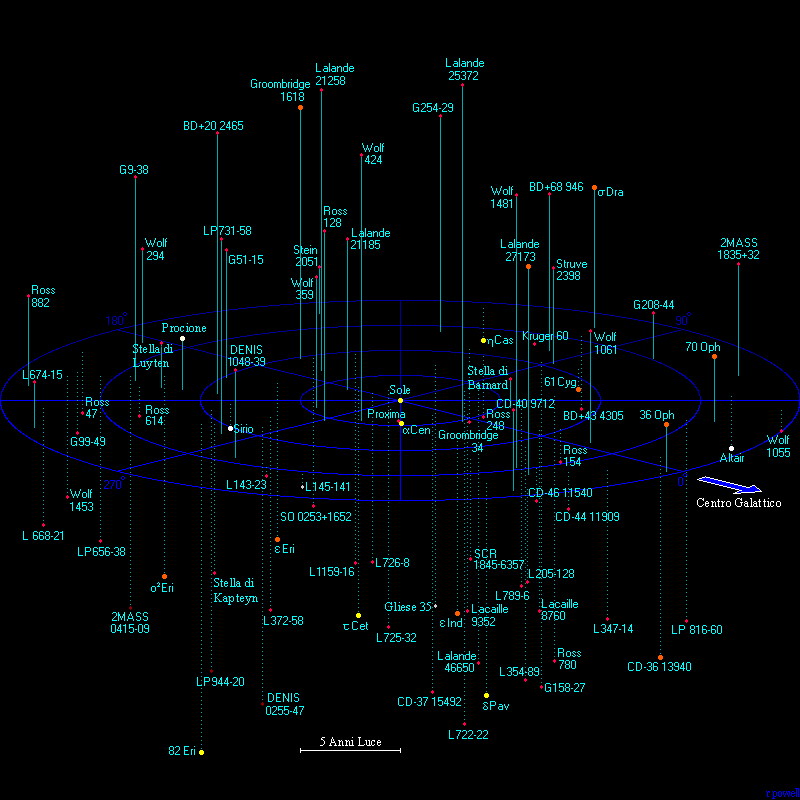
Mappa delle stelle entro un raggio di 20 anni luce dal Sole. Si apprezza la posizione di Keid (ο^{2} Eri, in basso a sinistra dell'immagine) rispetto al Sole, al piano galattico e al centro galattico

Essendo relativamente vicina al Sole, Keid ne condivide lo stesso ambiente galattico. Le sue coordinate galattiche sono 200,75° e -38,04°. Una longitudine galattica di circa 200° significa che la linea ideale che congiunge il Sole e 40 Eridani, se proiettata sul piano galattico, forma con la linea ideale che congiunge il Sole con il centro galattico un angolo di 200°; ciò implica che Keid è leggermente più lontana al centro galattico di quanto non sia il Sole. Una latitudine galattica di circa -38° significa che Keid si trova a sud rispetto al piano su cui sono posti il Sole e il centro galattico.
Delle stelle più vicine al sistema entro i 10 anni luce, solo Epsilon Eridani, situata a 6,2 a.l e di magnitudine 2,6, sarebbe ben visibile ad occhio nudo da una delle componenti di Keid, e solo un'altra tra le diverse nane rosse presenti sarebbe appena al limite della visibilità ad occhio nudo, Gliese 205. Il Sole avrebbe una magnitudine pari a +3,32 e sarebbe situato nella costellazione di Ercole mentre Sirio, sebbene più debole (+0,93), sarebbe ancora la stella più brillante del cielo, davanti a Canopo. 
Ovviamente le componenti del sistema, data la loro vicinanza, apparirebbero molto brillanti, se viste l'una dall'altra.

## Il sistema

### Keid A
Keid A è la componente principale del sistema. Si tratta di una stella di sequenza principale arancione di tipo spettrale K0 V. Essa possiede una massa pari a 0,77 M⊙ e un raggio pari a 0,8 R⊙. Il colore arancio di Keid A è determinato dalla temperatura superficiale che è 5.100 K, inferiore a quella del Sole di circa 700 K. La minore superficie radiante e la minore temperatura determinano una luminosità che è più bassa di quella del Sole: questa stella ha infatti una luminosità pari a 0,36 L☉ e una magnitudine assoluta 5,99. Ciononostante, Keid A è la componente di gran lunga più brillante del sistema, tanto che la sua magnitudine apparente (4,43) coincide con quella del sistema stesso. Le emissioni di raggi X provenienti da questa stella testimoniano la presenza di una corona, che sembra avere una intensità paragonabile a quella del Sole. Keid A ha una età stimata di 5,6 miliardi di anni, poco maggiore di quella del nostro Sole.
La componente A del sistema dista dalla coppia B-C circa 400 UA (393 UA nello studio di Hirsch et al. 2021). Il periodo orbitale è di circa 8.000 anni.

### Keid B
Keid B è una nana bianca di magnitudine 9,52 e di tipo spettrale DA4. La sua radiazione è quindi dominata dalle linee dell'idrogeno. Esso tuttavia costituisce solo lo strato più esterno di questa stella. Si tratta di uno stato sottile, che ha una massa complessiva compresa fra 10−4 M☉ e 10−7 M☉. Per il resto Keid B è formata principalmente da elio e, soprattutto, carbonio. La sottoclasse spettrale 4 pone Keid B fra le nane bianche a media temperatura: la sua temperatura superficiale è infatti stimata essere intorno ai 16.000 - 17.000 K. In particolare, una prima serie di misure ha dato come risultato 17.000 ± 200, mentre una seconda serie, di poco successiva, ha dato risultati 16.400 K e 16.730 K.
Le misurazioni della massa e del raggio di Keid B hanno costituito a lungo un problema. Infatti è da tempo risaputo che esiste una precisa relazione fra il raggio e la massa di una nana bianca: in particolare il raggio è inversamente proporzionale alla radice cubica della sua massa. Ora in molte misure compiute fra gli anni settanta e gli anni novanta il raggio risultava troppo piccolo per una massa che era calcolata essere 0,43 M☉. Questo aveva portato a formulare ipotesi molto complicate, come quella secondo cui Keid B era il risultato della fusione di stelle molto piccole. Tuttavia misurazioni più recenti e più precise hanno permesso di conciliare i due dati: la massa stimata è infatti più alta, essendo calcolata ora essere 0,57 ± 0,02 M☉, e questo dato la riconcilia con il raggio, che è calcolato essere 0,0136 ± 0,00024 R☉, cioè circa 9.400 km. Keid B è pertanto grande una volta e mezza la Terra. La concentrazione di una massa pari a metà di quella del Sole in volume di una Terra e mezza comporta che la densità di Keid B sia molto elevata, come accade in tutte le nane bianche. In particolare Keid ha una densità di un quarto di tonnellata per centimetro cubo. Dato che la superficie radiante di Keid B è molto piccola, lo è anche la sua luminosità: Keid B ha una luminosità di solo 1,3 10−3 L☉.
Quando Keid B si trovava nella sequenza principale, era probabilmente la stella più massiccia del sistema. Infatti più una stella è massiccia più velocemente si evolve e, quindi, poiché Keid B è la componente più evoluta del sistema, doveva inizialmente avere una massa maggiore di quella delle altre due componenti. Le fasi di instabilità che hanno accompagnato gli stadi successivi a quelli dell'uscita dalla sequenza principale hanno portato l'astro ad espellere i propri strati esterni e quindi a perdere massa.

### Keid C
La distanza media fra Keid B e Keid C è 35 UA (poco più di 5 miliardi di km). Tuttavia l'orbita è molto eccentrica: e=0,410 e questo porta le due componenti ad avvicinarsi fino a 21 UA (poco più di 3 miliardi di km) al periastro e ad allontanarsi fino a 49 UA (circa 7,3 miliardi di km) all'afastro. Un'orbita viene compiuta ogni 252 anni.
Keid C è una stella di sequenza principale rossa di tipo spettrale M4.5Ve e di magnitudine apparente 11,17. Si tratta della componente meno massiccia del sistema, avente una massa di solo 0,2 M☉. Il suo colore rosso è determinato da una temperatura superficiale relativamente bassa, circa 3.500 K. Il raggio di questa piccola stella è 28% di quello solare. Il piccolo raggio e la bassa temperatura superficiale fanno sì che la luminosità di questa stella non sia elevata: essa emette solo 7 decimillesimi della radiazione emessa dal Sole.
Come molte stelle della sua classe, Keid C è una stella a flare: in stelle come queste di tanto in tanto il campo magnetico cortocircuita in modo imprevedibile, causando un improvviso aumento della luminosità in tutte le lunghezze d'onda dello spettro. Si tratta di un fenomeno simile a quello dei brillamenti solari. Tuttavia mentre i brillamenti costituiscono una porzione trascurabile dell'energia emessa dal Sole, quelli che avvengono nelle stelle di classe M di sequenza principale possono raddoppiare la luminosità della stella.
Anche Keid C ha una corona che emette raggi X. Si tratta, comparata a quella del Sole, di una corona molto intensa, che emette circa 0,14% della luminosità totale della stella.

## Sistemi planetari
Nel luglio del 2018 è stata annunciata la scoperta, ottenuta col metodo delle velocità radiali, di un pianeta in orbita attorno a Keid A. Il pianeta orbita attorno alla stella in circa 42 giorni, ad una distanza pari a circa 0,215 volte quella della Terra dal Sole. Con una massa pari a circa 8 volte e mezza quella terrestre, il pianeta potrebbe essere classificato come una super Terra. Considerata la distanza dalla stella, HD 26965 b sarebbe un pianeta troppo caldo per consentire l'esistenza di acqua liquida sulla superficie ed essere potenzialmente abitabile; la stima della sua temperatura di equilibrio con un'albedo simile a quella terrestre è di circa 430 K (157 °C), ma essendo in teoria più massiccio della Terra potrebbe avere trattenuto una più densa atmosfera, in grado di generare un notevole effetto serra che innalzerebbe ulteriormente la temperatura superficiale.
Negli anni successivi ulteriori studi hanno teorizzato il falso positivo: i segnali arriverebbero dall'attività della stella stessa.

### Prospetto
Segue un prospetto dei componenti del sistema planetario di Keid.
| Pianeta | Massa        | Periodo orb.         | Sem. maggiore  | Eccentricità   | Scoperta |
| ------- | ------------ | -------------------- | -------------- | -------------- | -------- |
| b       | 8,47±0,47 M⊕ | 42,348 ± 0,01 giorni | 0,215±0,008 au | 0,04-0,03+0,05 | 2018     |

## Probabilità di vita

### Su Keid A

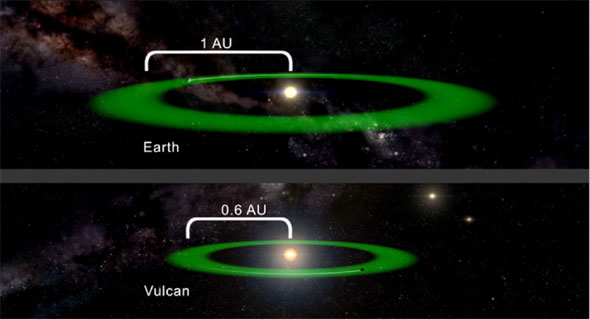
Confronto tra la zona abitabile di Keid A con quella del sistema solare. Vulcano è un pianeta immaginario dell'universo di Star Trek.

La stella principale ha una metallicità di [Fe / H] =- 0,19, vale a dire circa il 65 % della metallicità solare, rendendo così abbastanza probabile la formazione di pianeti terrestri. La zona abitabile di Keid A, dove potrebbe esistere un pianeta con acqua liquida, dista circa 0,63 UA (circa 94 248 000 km) dalla stella. A tale distanza un pianeta compirebbe una rivoluzione completa in 203 giorni terrestri e il diametro di Keid A apparirebbe circa il 30% più ampio di quello del Sole dalla Terra. Un osservatore posto su un ipotetico pianeta in orbita attorno alla stella primaria vedrebbe splendere Keid B con un colore bianco e alla magnitudine -7,3, mentre Keid C splenderebbe alla magnitudine -5,7 con un colore rosso. Entrambe quindi sarebbero ben visibili ad occhio nudo, ben più luminose di Venere visto dalla Terra.

### Su Keid B
Sarebbe estremamente improbabile trovare un pianeta nella zona abitabile della nana bianca, perché essa nella fase di gigante rossa avrebbe inglobato eventuali pianeti posti in tale zona.

### Su Keid C
Durante i flare, Keid C emette grandi quantità di raggi X, 10.000 volte il quantitativo emesso durante i brillamenti solari. Ciò sarebbe letale per gli ipotetici esseri viventi che si venissero a trovare su un pianeta posto nella zona abitabile di Keid C. 
Viste da Keid C le altre due componenti brillerebbero entrambe come la Luna piena vista dalla Terra, anche se il colore e la grandezza angolare sarebbero completamente diversi; da un lato la piccola nana bianca, 12 volte più vicina a Keid C rispetto alla principale, brillerebbe di una intensa luce bianca dovuta all'alta temperatura superficiale, dall'altro Keid A che, nonostante la maggior distanza da Keid C e la bassa temperatura che le fa assumere un colore giallo-arancio, è oltre 60 volte più grande della nana bianca.

## Nella fantascienza
- Essendo vicina al Sole, Keid è citata in alcune opere di fantascienza.
- Nel romanzo Dune e in altre opere riguardanti l'universo di Dune, creato da Frank Herbert nel 1965, attorno alla stella Eridani A orbita il pianeta Richese, quarto pianeta in ordine di distanza da Keid. La nana arancione, 40 Eridani A, è l'unica del sistema triplo attorno alla quale può esistere un pianeta in grado di ospitare la vita, in quanto la nana bianca durante la fase di gigante rossa ha probabilmente inglobato eventuali pianeti abitati, mentre la nana rossa, come molte della sua classe, è una stella a flare, di conseguenza la vita difficilmente avrebbe potuto nascere su un pianeta nelle sue vicinanze[18].
- Nell'universo di Star Trek Keid A è considerato il sistema stellare attorno cui ruota Vulcano, pianeta natale dei Vulcaniani. Sebbene questo fatto non sia mai menzionato direttamente in alcuna opera del franchise, esistono alcuni riferimenti indiretti: il libro ufficiale Star Trek: Star Charts, un'affermazione di Gene Roddenberry[19] e l'affermazione del comandante Tucker secondo cui Vulcano si trova a 16 anni luce dalla Terra[20] Il 19 agosto 2021, la NASA ha mandato un messaggio radio verso il sistema stellare, la "casa" dei vulcaniani in Star Trek, per onorare il centenario della nascita di Gene Roddenberry, creatore del popolare franchise.[21]
- Nel romanzo Project Hail Mary dell'autore Andy Weir, l'alieno 'Rocky' proviene dal pianeta 40 Eridani A b, indicato Erid. Rocky appartiene alla specie degli Eridiani, esseri senzienti molto intelligenti sprovvisti di organi sensibili alle radiazioni elettromagnetiche, luce inclusa; per muoversi e per conoscere le caratteristiche dell'ambiente in cui vivono usano invece un sistema di ecolocalizzazione.

## Etimologia e significato culturale
Gli Arabi chiamavano l'asterismo formato dalle stelle che appartengono alla parte più a nord-est della costellazione dell'Eridano Nido di Struzzo. Per la loro vicinanza a questo asterismo, Beid e Keid ricevettero nomi che facevano riferimento ad esso. In particolare Keid deriva dall'arabo qayd, che significa "guscio d'uovo", quasi si trattasse di un uovo caduto dal nido e rottosi per l'impatto.